# The Stepford Wives
The Stepford Wives (Mulheres Perfeitas ou As Possuídas, disponível no mercado literário brasileiro com ambos os títulos) é um romance de 1972 escrito por Ira Levin, baseados no qual foram lançados dois filmes homônimos: em 1975 e em 2004.

## Sinopse
A história se passa em Stepford, cidade fictícia onde vão morar a fotógrafa nova-iorquina Joanna Eberhart, seu marido Walter e o casal de filhos Pete e Kim. No novo lar, Joanna percebe que as mulheres são extremamente passivas, belas e ocupadas apenas com afazeres domésticos. Quando faz amizade com Bobbie, outra moradora recente de Stepford, que foge dos "padrões" da cidade, ambas tentam mobilizar as demais mulheres, sem sucesso. A desconfiança surge depois que outra mulher que conhecem, Charmaine, também muda seu comportamento e se torna uma dona de casa exemplar. As duas começam a investigar a situação em Stepford e descobrem uma conspiração dos homens da cidade, com conseqüências surpreendentes e fatais.
Em 1975, foi adaptado para o cinema (no Brasil, "Esposas em conflito"), com Katherine Ross como Joanna e Paula Prentiss como Bobbie, mantendo a atmosfera sinistra do romance. Em DVD, o filme traz também um documentário sobre a concepção do filme nos extras. A versão de 2004 abordou a história de forma cômica, com Nicole Kidman como Joanna e Beth Middler como Bobbie.
Ira Levin também é autor de "O Bebê de Rosemary", "Os Meninos do Brasil" e "Um Beijo Antes de Morrer", livros também adaptados para o cinema.